# Callicostella loriae
Callicostella loriae är en bladmossart som beskrevs av Fleischer 1908. Callicostella loriae ingår i släktet Callicostella och familjen Hookeriaceae. Inga underarter finns listade i Catalogue of Life.